# スウォンジー大学
スウォンジー大学（スウォンジーだいがく Swansea University、略称SU）は、イギリスウェールズ南部のスウォンジーにある国立大学である。景勝地として知られるガウアー半島の突端にあるスウォンジー湾を見渡す緑地公園に位置しており、シングルトン・パーク・キャンパスとベイ・キャンパス（2015年開校）の2つのキャンパスを擁する・
THE世界大学ランキング2022では251–300位で、イギリス国内でトップ30前後に位置する名門校（旧ウェールズ大学の連邦組織）である。
同じウェールズ地方にあるカーディフ大学とは、オックスブリッジのウェールズ版としてスポーツ（ラグビー・ボート等）でのライバル関係がある。

## 歴史
1920年にイギリス国王のジョージ5世によって築かれた「ユニバーシティ・カレッジ・スウォンジー（University College, Swansea）」が起源である。同時に連邦大学であったウェールズ大学4番目の大学として認可された。1996年にウェールズ大学スウォンジー（University of Wales, Swansea）に改名後、2007年にウェールズ大学の連邦組織から独立し、現在の名称であるスウォンジー大学へと変更された。

## 学部
- 教養学部
- 工学部
- 科学部
- 経営・マネジメント学部
- 法学部（ウェールズ最大規模）
- 医学部
- 人間健康科学部

学生数は約20,000名程度であり、National Student Survey 2020の学生満足度調査では、学生の全体的満足度でイギリス国内第6位となっている。

## 主な出身者
- アラン・コックス：イギリスのコンピュータプログラマ、Linuxカーネル開発に大きく関与。
- アンドリュー・メロウ：認知科学、大阪工業大学情報科学部准教授
- ラタン・タタ：インドの実業家、同国最大の企業グループであるタタ・グループの会長。